# Près d'eux, la nuit sous la neige
Près d'eux, la nuit sous la neige est un recueil de poèmes de Déborah Heissler paru aux Éditions Cheyne dans la coll. « Prix de la Vocation » en 2005, qui a par ailleurs été distingué par le Prix de la vocation en poésie de la Fondation Bleustein-Blanchet.

## Recueil
S'ouvrant sur une citation du recueil Les Planches courbes de Yves Bonnefoy, le recueil ne cesse, par bribes, d'évoquer le souvenir des poètes qui ont marqué l'auteure dans sa jeunesse : Yves B. (Yves Bonnefoy), Ph. J. (Philippe Jaccottet) ou encore André D.B. (André du Bouchet) en italique et dont les noms sont volontairement laissés à la discrétion du lecteur.
Quatre sections forment ce recueil :
"Quand il ne reste rien..."

"Distances"

"Instruments ? Oubliés"

"Quelques figures simples"

Absence, distance, décantation des moyens de la poésie, pour aboutir à l'esquisse de « quelques figures simples » et cependant tutélaires, abordées dans la proximité « sans poids » (p. 33) des mots. Une familiarité « en geste des corps / courbés de ténèbres » (p. 49) avec ses aînés en poésie, tout à la fois empreinte de lectures et de références, que l'auteure tente également d'entretenir en y mêlant sa propre voix, H., en dépit de la distance, du temps qui sépare chacun et cela de manière plus ou moins définitive ou de la langue elle-même (instruments ? Oubliés), tandis qu'entourée de ces « frères / silencieux », la narratrice « se souvient » (p. 17).

## Citations
Yves B. :

Et c'est comme entrerait au jardin celle qui

avait bien dû rêver ce qui pourrait être

quand il ne reste rien

entre silence et poème,

que subversion d'encre

dans la cendre des arbres, l'allée

entre ciel et fruit, 

silence

et floraison du pêcher

H. Et qu'au milieu du mouvement qui les emporte il n'est plus une parcelle du réel qui ne semble à l'esprit déchirer, d'un coup, le tissu des images

presque rien

la neige, l'ocre et le vert

développant l'espace au-delà des lignes (incipit p. 7)